# ابوبکر دومبیا (بازیکن فوتبال، زاده ۱۹۹۹)
ابوبکر دومبیا (انگلیسی: Aboubacar Doumbia؛ زادهٔ ۱۲ نوامبر ۱۹۹۹) بازیکن فوتبال اهل ساحل عاج است.
وی همچنین در تیم‌های ملی فوتبال زیر ۲۳ سال ساحل عاج و ساحل عاج بازی کرده است.